# ケヴィン・オイギンス

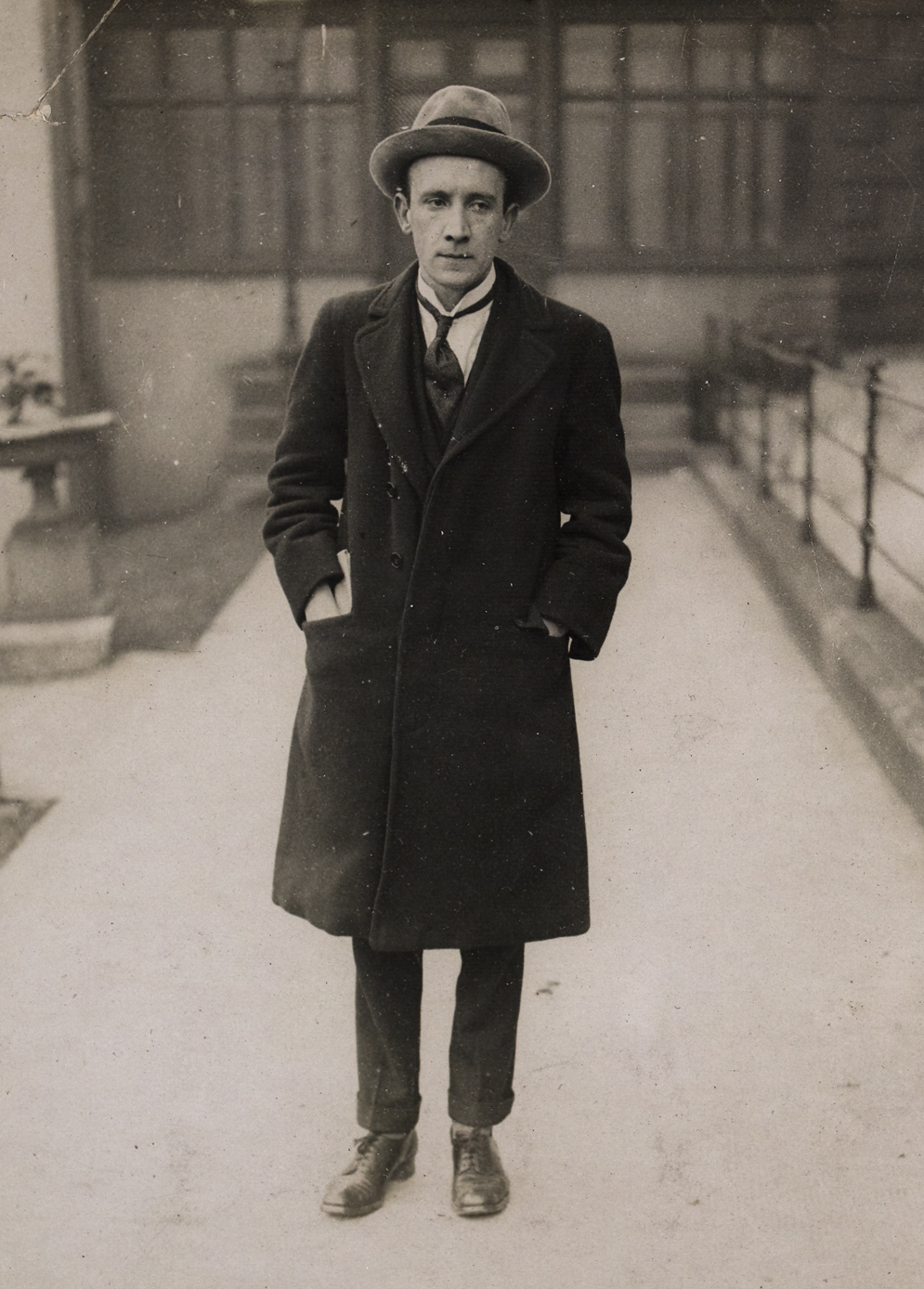
自治省副大臣時代のオイギンス

ケヴィン・クリストファー・オイギンス（英語: Kevin Christopher O'Higgins, アイルランド語: Caoimhín Críostóir Ó hUiginn, 1892年6月7日 - 1927年7月10日）は、アイルランドの政治家。

## 略歴
ケヴィン・オイギンスはアイルランドのリーシュ県に生まれた。イエズス会系の学校で教育を受け、ユニバーシティ・カレッジ・ダブリンを卒業している。シン・フェインに入党していた彼は1918年に当局により逮捕された。拘禁中にイギリス議会下院の選挙に出馬し、リース選挙区で当選した。1919年、オイギンスはアイルランド民族主義者により組織されたアイルランド共和国政府の自治省副大臣に任命された。1921年に英愛条約が調印されると、アイルランドの世論はこれへの賛否を巡って二分されたが、オイギンスははっきりと支持を表明した。新政府が組織されると、司法大臣兼副首相に任命された。
アイルランド内戦が開始されると、彼は自由国政府の指導者の一人として強硬策を主張した。これはイギリスの介入をおそれたためであった。1922年から1923年にかけて、逮捕されていた反条約派メンバーのうち77人がオイギンスの命令により処刑された。政府軍の指揮にも関与したが、リチャード・マルケイの証言では軍事的知識を有していなかったとされる。
オイギンスは外務大臣としてアイルランドの自治権を拡大することに成功した。一方内政においては現アイルランド警察 (An Garda Síochána) を組織するなどしたが、政府内での最強硬派、保守派と位置づけられており、女性への参政権付与に否定的であった。死の前には北アイルランド問題に対処するため、アーサー・グリフィスと同様にイギリス、アイルランドの二重王国化を考えていた。
1927年7月10日、オイギンスはIRAのメンバーにより暗殺された。